# (22951) Okabekazuko
(22951) Okabekazuko est un astéroïde de la ceinture principale.

## Description
(22951) Okabekazuko est un astéroïde de la ceinture principale. Il fut découvert le 4 octobre 1999 à la station Anderson Mesa par le programme LONEOS. Il présente une orbite caractérisée par un demi-grand axe de 3,16 UA, une excentricité de 0,10 et une inclinaison de 13,7° par rapport à l'écliptique.

## Compléments